# Agustín Iturricha
Agustín Iturricha (Sucre, 4 de mayo de 1863 - 16 de junio de 1934) fue un historiador y jurista boliviano. Fiscal general de la República por 30 años y rector de la Universidad Mayor Real y Pontificia San Francisco Xavier de Chuquisaca.

## Primeros años
Nacido en la ciudad de Sucre, era hijo del también jurista Víctor Iturricha y de Luisa Calancha. En 1898 contrajo matrimonio con Jacoba Calvo Calbimonte, con quien tuvo 3 hijos: Adriana, Isabel y Luis.
Abogado por la Universidad Mayor Real y Pontificia San Francisco Xavier de Chuquisaca en el año 1884, de la que luego sería profesor y rector.

## Docencia
Su carrera como docente comenzó en el año 1879 como profesor de Gramática en el Colegio Nacional Junín, y a partir de 1890 ocupó la posición de director de Filosofía e Historia.
En el año 1905 comienza su labor como profesor de Política Económica de la Facultad de Derecho en la Universidad de San Francisco Xavier, y posteriormente es nombrado rector de esa casa de estudios (1907-1908). Su biblioteca personal fue heredada a la Biblioteca Central de dicha universidad, y esa sección ahora lleva su nombre.

## Administración pública
Militó activamente en el Partido Liberal, por el que fue elegido diputado por la ciudad de Sucre en el año 1908. En octubre de 1916, durante el segundo mandato de Ismael Montes, fue designado Ministro de Justicia e Industria. Iturricha sería parte del Gabinete hasta el final del gobierno en agosto de 1917, ocupando también el cargo de Ministro de Instrucción Pública y Agricultura de manera interina.
En 1909 es designado como fiscal general de la República, cargo que dejaría por el lapso de un año (entre 1916 y 1917), y al que regresaría para ejercer hasta su fallecimiento; lo que significó casi 30 años de servicio en esa posición.

## Liderazgo
Fue parte activa de la creación y gestión de instituciones de producción intelectual.
- Director de la Sociedad Geográfica Sucre (1910-1919).[6][7]
- Presidente de la Sociedad Antropológica Sucre (1918-1920).[8][9]
- Fundador de la Academia Jurídica «José Mariano Serrano».[3]
- Miembro fundador del Ilustre Colegio de Abogados de Chuquisaca (1901).[10]
- Miembro delegado para reinstalar la Logia «Honradez y Trabajo» de Sucre (1917), misma que luego llevaría su nombre.[11][12]

## Obra

### Publicaciones
Realizó una importante compilación de leyes bolivianas y como historiador fue el primero en plantear los problemas de la filosofía de la historia en Bolivia.
Sus principales publicaciones son:
- Lecciones de estadística (1906).[13]
- Leyes numeradas y compiladas de la República boliviana, comentadas por el Dr Agustín Iturrricha (1909).[14]
- El por qué de la vida (Conferencia leída el 18 de julio de 1915 en la primera sesión pública del Centro Científico-Literario).[15]
- Historia de Bolivia bajo la administración del Mariscal Andrés de Santa Cruz – Tomo 1 (1920).[16][17]
- La abstención de Chuquisaca en el centenario (estudio psicológico-moral): ¿Por qué se me ha confinado? (1925).[18]
- ¿Es posible llevar a la civilización al indio? ¿Qué puede hacerse en su beneficio? (1932).[19]
- Los peligros de la post-guerra (1934).[20]

### Sociedad Geográfica Sucre
Fue redactor regular para la Sociedad Geográfica Sucre desde la publicación del primer boletín en 1898. Durante su dirección, se publicaron los boletines 150 a 220.
En la presentación del primer boletín, Iturricha realizó la siguiente aclaración: «No sólo el estudio de la geografía constituye el objeto de la Sociedad Geográfica Sucre. La historia nacional es otro de los propósitos del Instituto. Las columnas del Boletín registrarán documentos inéditos, monografías especiales, biografías de nuestros hombres notables y estudios críticos acerca de los pocos libros publicados por la prensa nacional en la materia de la historia patria».
La visión plasmada por Iturricha es importante porque décadas después la organización cambiaría su nombre a Sociedad Geográfica y de Historia Sucre, debido a que gran parte de los aportes a los boletines estaban enfocados en historia nacional.

### Periodismo
También ejerció el periodismo brevemente, como editor de los periódicos La Mañana (Sucre) y El Comercio de Bolivia (La Paz) entre los años 1905 y 1909.